# 許瑩英
許瑩英（英語：Hui Ying Ying，1928年—1993年），四十年代抗戰時期，已在廣東話劇界演出，畢業於廣州的省立女師訓練班。1949年後移居香港，參與話劇、電影、播音、配音等演藝工作。又曾在新加坡演出電视劇。
- 許瑩英1960年誕下的長女小白燕，曾在香港話劇團的《七十二家房客》裡演出。1965年11月13日(星期六) 在新界荃灣青山道135-143號「遠東酒店」，依照舊禮，許瑩英的長女小白燕跪地奉茶，拜馬笑英為誼母[1]
- 許瑩英丈夫列煥棠,原是夜總會樂師。他們七十年代初移民新加坡經商, 但1975年離婚，四名兒女全歸許瑩英撫養，長女1973年在新加坡結婚。許瑩英與二女李依依(原名列燕雲,一度被報章誤寫姓劉)1977年回港發展影藝事業。李依依在1980年及1981年的兩年間，已演出超過10齣電影，其中包括《阿福與土佬》(1980年，飾演莉莉)、《摩登大食懶》(1981年，飾演芝芝)，亦曾參演佳藝電視的電視肥皂劇[2][3]，已息影改入銀行業；三女在大學唸文科，在新加坡電視臺當幕後工作；么子在1970年出生[4]
- 許瑩英1989年再返回新加坡定居，並演出新加坡的電視劇。根據新加坡《聯合晚報》1993年4月23日報導,許瑩英當日早上在當地肺癌病逝。她最後一部作品,是為當地電視台拍攝的電視劇《富貴也瘋狂》。

## 許瑩英的電影
- 許瑩英的銀幕處女作《錦繡前程》(1952年，飾演女伶)；
- 許瑩英的電影遺作《花田囍事》(1993年)；
- 許瑩英從影41年間，參演約264齣電影。

## 軼事
許瑩英於1965年電影《恩義難忘》飾演范寶珍的粗框眼鏡造型，為白茵於1988年電影《雞同鴨講》中飾演許家全岳母，以及由薛家燕於1996年電影《食神》中飾演「味公主」薛家燕所模仿。

## 配音作品

### 特攝片
| 首播年份 | 作品名稱   | 配演角色         | 角色演員 | 備註 |
| -------- | ---------- | ---------------- | -------- | ---- |
| 1968     | 地球保衛戰 | 江戶川由利子     | 櫻井浩子 |      |
| 1969     | 超人       | 富子〔富士明子〕 | 櫻井浩子 |      |

### 日劇
| 首播年份 | 作品名稱 | 配演角色         | 角色演員 | 備註 |
| -------- | -------- | ---------------- | -------- | ---- |
| 1970     | 青春火花 | 莊瑪莉〔椿麻理〕 | 中山麻理 | 前期 |

### 歐美劇
| 首播年份 | 作品名稱   | 配演角色 | 角色演員 | 備註 |
| -------- | ---------- | -------- | -------- | ---- |
| 1968     | 愛登士家庭 | 嫲嫲     |          |      |
| 1971     | 泰山       | 阿珍     |          |      |

## 外部連結
- 香港電影資料館：許瑩英參演電影的記錄[永久]
- 香港影庫：許瑩英 （页面存档备份，存于）